# Helmut Göschel
Helmut Göschel (* 19. September 1944 in Weimar) ist ein deutscher Politiker (SPD).

## Leben und Beruf
Nach dem Abitur in Sinsheim studierte Helmut Göschel bis 1967 an der Pädagogischen Hochschule Heidelberg. Anschließend war er bis 1995 als Lehrer in Sinsheim tätig. Göschel ist verheiratet und hat zwei Kinder.

## Politik
Von 1975 bis 1980 war Göschel Ortschaftsrat in Waldangelloch. Seit 1975 ist er zudem Mitglied des Sinsheimer Gemeinderats. Von 1999 bis 2007 war er dort auch Vorsitzender der SPD-Fraktion. Von 1973 bis 2009 und seit 2014 gehört er dem Kreistag des Rhein-Neckar-Kreises an. 1987 rückte Göschel für Brigitte Adler in den Landtag von Baden-Württemberg nach. Er gehörte ihm bis 2006 insgesamt fünf Legislaturperioden an. Er vertrat dort stets ein Zweitmandat im Wahlkreis 41 (Sinsheim) und war verkehrspolitischer Sprecher der SPD-Landtagsfraktion.